# Carlos Echeverría (ciclista)
Carlos Echeverría Zudaire, nacido el 4 de noviembre de 1940 en Aramendía (Navarra, España), fue un ciclista navarro, profesional entre los años 1961 y 1971, durante los que consiguió 32 victorias.
Fue el segundo ciclista navarro en subir al pódium de una gran vuelta, tras Mariano Cañardo, habiéndolo logrado ambos en la Vuelta a España. Era un corredor que andaba bien en todos los terrenos, logrando un gran número de victorias en carreras regionales, merced a una buena punta de velocidad en los sprints reducidos. 
Hasta la llegada de Miguel Induráin, era junto a Jesús Galdeano para muchos el mejor ciclista navarro de la historia tras Mariano Cañardo, destacando en sus actuaciones en la ya citada Vuelta a España donde consiguió subir al pódium en la edición de 1966, además de sumar dos victorias de etapa.

## Palmarés
| 1962 - Vuelta a La Rioja - Prueba de Legazpi 1963 - Vuelta a La Rioja, más 1 etapa - Trofeo Drink - G. P. Tafalla - G. P. Pinzales (Gijón) - Carrera Nacional (Asturias) 1964 - Gran Premio de la Bicicleta Eibarresa, más 1 etapa - 1 etapa de la Vuelta a La Rioja - Trofeo Drink - G.P.La Encina (Ponferrada) - Vuelta a Ávila, más 1 etapa 1965 - 1 etapa de la Vuelta a España - Circuito de Pamplona - G.P. Pascuas - G. P. Tafalla - 2 etapas de la Vuelta a Ávila - Huesca (G. P. San Lorenzo) - 1 etapa de la Vuelta a La Rioja | 1966 - 3.º en la Vuelta a España, más 1 etapa - 2.º en el Campeonato de España de Montaña - 2.º en el Campeonato de España en Ruta - 1 etapa de la Dauphiné Libéré - G. P. Billabona - Trofeo Antonio Blanco - Campeonato Vasco-Navarro de Montaña, actual G.P. Miguel Induráin 1967 - Gran Premio de la Bicicleta Eibarresa - 2.º en el Campeonato de España en Ruta 1968 - Tres Días de Leganés - clasificación de las metas volantes de la Vuelta a España 1969 - Trofeo Luis Puig 1970 - G. P. Primavera - 1 etapa de la Vuelta al País Vasco - Vuelta a La Rioja, más 1 etapa |

## Resultados en Grandes Vueltas y Campeonato del Mundo
Durante su carrera deportiva ha conseguido los siguientes puestos en las Grandes Vueltas y en los Campeonatos del Mundo en carretera:
| Carrera         | 1961 | 1962 | 1963 | 1964 | 1965 | 1966 | 1967 | 1968 | 1969 | 1970 | 1971 |
| --------------- | ---- | ---- | ---- | ---- | ---- | ---- | ---- | ---- | ---- | ---- | ---- |
| Giro de Italia  | -    | -    | -    | -    | -    | -    | 17.º | -    | -    | -    | -    |
| Tour de Francia | -    | -    | Ab.  | Ab.  | 53.º | 25º  | -    | 29º  | -    | -    | -    |
| Vuelta a España | -    | -    | 25.º | 18.º | 5.º  | 3.º  | 16.º | 8.º  | 9.º  | 24.º | -    |
| Mundial en Ruta | -    | -    | -    | -    | -    | -    | -    | -    | -    | -    | -    |

-: no participa

Ab.: abandono

## Equipos
- Funcor (1961-1962)
- Kas (1963-1971)